# Gurgutovo
Gurgutovo (cyr. Гургутово) – wieś w Serbii, w okręgu jablanickim, w gminie Medveđa. W 2011 roku liczyła 52 mieszkańców.